# گورستان چشمه گاه
گورستان چشمه گاه مربوط به هزاره اول قبل از میلاد است و در شهرستان مانه و سملقان، بخش مانه، دهستان اترک، ۵۰۰ متری جنوب روستای چشمه گاه واقع شده و این اثر در تاریخ ۱۸ شهریور ۱۳۸۷ با شمارهٔ ثبت ۲۳۱۷۶ به‌عنوان یکی از آثار ملی ایران به ثبت رسیده است.